# Annamalai University
Annamalai University är ett universitet i Indien.   Det ligger i distriktet Cuddalore och delstaten Tamil Nadu, i den södra delen av landet. Annamalai University ligger 2 meter över havet.